# Haus Frankreich-Artois
Das Haus Frankreich-Artois war eine Nebenlinie der Kapetinger, die von Robert I. abstammte, einem Sohn des Königs Ludwig VIII. von Frankreich und Bruder des Königs Ludwig IX., dem dieser 1226 die Grafschaft Artois übergab.
Bereits in der vierten Generation ging das Artois jedoch wieder verloren, weil innerhalb der Familie behauptet wurde, der einzige Erbe (Robert III.) sei aufgrund einer nicht (korrekt) geschlossenen Ehe außerehelich und damit nicht erbberechtigt. Die Grafschaft fiel nach langem Rechtsstreit an seine Tante Mathilde und durch sie an die Pfalzgrafen von Burgund.
Der Sohn des angeblich unehelichen Erben, bezeichnenderweise Johann Ohneland (Jean Sans Terre) genannt, wurde 1352 mit der Grafschaft Eu „entschädigt“. 1472 starb die Nebenlinie mit einem Enkel dieses Grafen Johann in der männlichen Linie aus. Die Grafschaft Eu fiel kurzzeitig an das jüngere Haus Burgund und anschließend an die Grafen von der Mark.

## Stammliste
1. Robert I., * September 1216, wohl am 17., X 9. Februar 1250 bei al-Mansura, 1226 Graf von Artois, Herr von Saint-Omer, Aire, Hesdin, Bapaume und Lens;
⚭ 14. Juni 1237 in Compiègne Mathilde von Brabant, * wohl 1224, † 29. September 1288, begraben in der Abtei Cercamp, Tochter der Herzogs Heinrich II. von Brabant (Reginare), heiratete in zweiter Ehe am 16. Januar 1255 in Neapel Guido II. von Châtillon (Guy II. de Châtillon), 1249 Graf von Saint-Pol († 12. Februar 1289) (Haus Châtillon) – Vorfahren siehe Kapetinger
  1. Blanche, * wohl 1248, † 2. Mai 1302 in Paris, 1274 Regentin von Navarra, gründet Kloster Argensoles in Moslins;
⚭ I 1269 Heinrich I., 1271 König von Navarra, Pfalzgraf von Champagne und Brie, Cotme de Rosny etc. † 22. Juli 1274 in Pamplona, bestattet in der Kathedrale von Pamplona (Haus Blois);
⚭ II 27. Juli/29. Oktober 1276 in Paris Edmund Crouchback, 1267 Earl of Lancaster, Cornwall und Leicester, † 5. Juni 1296 in Bayonne, bestattet in der Westminster Abbey (Haus Plantagenet)
  2. Robert II., * posthumus 1250, wohl am 17. September, † 11. Juli 1302 in der Sporenschlacht, Ritter, 1250 Graf von Artois etc., 1285–1289 Regent von Neapel, September 1297 Pair von Frankreich, bestattet in der Abtei Maubuisson;
⚭ I 13. Juni 1262 in Paris Amicie de Courtenay, * wohl Anfang 1250, † 1275 in Rom, Erbin von Conches-en-Ouche, Mehun-sur-Yèvre, Selles, Château-Renard und Charny, Tochter von Peter von Courtenay, Seigneur de Conches, bestattet im Petersdom (Haus Frankreich-Courtenay);
⚭ II 1277 Agnès de Dampierre, 1249 Erbin von Bourbon, * wohl 1237, † 7. September 1288, Tochter von Archambault IX. de Dampierre, Seigneur de Bourbon (Haus Dampierre), Witwe von Johann von Burgund, Seigneur de Charolais (Älteres Haus Burgund);
⚭ III Oktober 1298 Marguerite d’Avesnes, † 18. Oktober 1342, Tochter von Johann II. Graf von Holland und Hennegau, bestattet im Franziskanerkloster von Valenciennes (Haus Avesnes)
    1. (I) Mathilde, * wohl 1268, † 27. Oktober 1329 in Paris, 1302 Gräfin von Artois, 1309 Pair von Frankreich, bestattet in der Abtei Maubuisson;
⚭ 1291, wohl am 9. Juni, Otto IV., † 17. März 1302, Pfalzgraf von Burgund (Haus Chalon)
    2. (I) Philipp, * wohl 1269, † 11. September 1298 an den Verletzungen aus der Schlacht von Veurne (20. August 1297), 1275 Seigneur de Conches-en-Ouche, de Nonancourt, de Domfront et de Mehun-sur-Yèvre, bestattet im Jakobinerkloster Paris;
⚭ 1281 nach November Blanka von Bretagne, * wohl 1270, † 19. März 1327 im Château de Bois de Vincennes, zu Neuvy und Pandy, Tochter von Johann II., Herzog von Bretagne, bestattet im Jakobinerkloster Paris (Haus Frankreich-Dreux)
      1. Margarete (Marguerite), * wohl 1285, † 24. April 1311, Erbin von Brie-Comte-Robert, bestattet im Jakobinerkloster Paris;
⚭ Anfang 1301 Ludwig von Frankreich, 1298 Graf von Évreux, Pair von Frankreich, † 19. Mai 1319 in Paris, bestattet im Jakobinerkloster Paris (Haus Frankreich-Évreux)
      2. Robert III., * 1287, † 16. August 1342 in London, 1298 Seigneur de Conches-en-Ouche, wohl 1302 Seigneur de Mehun-sur-Yèvre, 1302 Prätendent von Artois, 1329 Graf von Beaumont-le-Roger, 1334 Earl of Richmond, bestattet der St Paul’s Cathedral;
⚭ 1318 Johanna von Valois, * wohl Ende 1304, † 9. Juli 1363, Tochter von Karl I., Graf von Valois, bestattet Saint-Augustin in Paris (Stammliste der Valois)
        1. Katharina (Catherine), * wohl 1319, † November 1368 in der Normandie;
⚭ wohl vor September 1320 Johann II. von Ponthieu, 1302 Graf von Aumale etc., † 16. Januar 1343 (Stammliste des Hauses Burgund-Ivrea)
        2. Ludwig (Louis), * wohl 1320, † 25. August 1326/29
        3. Johann Ohneland (Jean Sans Terre), * August 1321, † 6. April 1387, 1352 Graf von Eu, Seigneur de Saint-Valery et d‘Ault, bestattet in der Abtei Notre-Dame in Eu;
⚭ 11. Juli 1352 Isabeau de Melun, * wohl 1328, † Dezember 1389 auf Schloss Montceaux, Tochter von Jean II., Vizegraf von Melun, Seigneur de Tancarville (Haus Melun), Witwe von Peter I. (Pierre I.), Graf von Dreux (Haus Frankreich-Dreux)
          1. Johanna (Jeanne), * wohl 1353, † 22. Mai 1420, Erbin von Saint-Valery, bestattet in der Abtei von Eu;
⚭ 12. Juli 1365 aus Schloss Eu Simon de Thouars, 1355 Graf von Dreux, † 12. Juli 1365 (am Tag der Hochzeit) bei einem Turnier auf Schloss Eu, dort auch bestattet (Haus Thouars)
          2. Johann (Jean), * 1355, † 1363, Seigneur de Péronne, bestattet in der Kollegialkirche in Péronne
          3. Robert IV., * wohl 1356, † vergiftet 20. Juli 1387 in Apulien, 1387 Graf von Eu, Seigneur de Saint-Valery et d‘Ault, bestattet in San Lorenzo Maggiore (Neapel);
⚭ um 1376 Johanna (Giovanna) von Sizilien, 1362/68 Herzogin von Durazzo, * 1344, wohl Ende 1344, † Herbst 1387 in Apulien, Tochter von Herzog Karl von Durazzo, Witwe von Ludwig von Navarra, Graf von Beaumont-le-Roger, bestattet in San Lorenzo Maggiore (Haus Anjou)
          4. Philipp, * wohl 1358, † 16. Juni 1397 in Micalizo, 1387 Graf von Eu, Pair von Frankreich, 1392 Connétable von Frankreich, bestattet in der Abtei von Eu;
⚭ 27. Januar 1393 in Paris Marie de Berry, * wohl 1367, † Juni 1434 in Lyon, wohl 1416 Herzogin von Auvergne, Tochter des Herzogs Johann von Berry (Stammliste der Valois), bestattet in der Abtei Souvigny, Witwe von Louis III. de Châtillon, Graf von Dunois (Haus Châtillon), sie heiratete in 3. Ehe am 22. Juni 1400 Johann I. (Jean I.), Herzog von Bourbon, † 1434 (Bourbonen)
            1. Karl (Charles), * wohl Anfang 1394, † 25. Juli 1472, 1397 Graf von Eu, Seigneur de Saint-Valery et de Houdain, Gouverneur von Guyenne und Normandie, 1465 Militärgouverneur von Paris, 1458 Pair von Frankreich, bestattet in der Abtei von Eu;
⚭ I 1448 Jeanne de Saveuse, † 2. Januar 1449 auf Schloss Sancerre, bestattet in Eu;
⚭ II 23. September 1454 Hélène de Melun, † 29. Juli 1473, Tochter von Jean IV. Vizegraf von Melun, Burggraf von Gent, bestattet in Eu (Haus Melun)
            2. Philipp, * wohl 1395, † 23. Dezember 1397 in Eu, bestattet in der Abtei von Eu
            3. Bonne, * wohl 1396, † 17. September 1425 in Dijon, bestattet in der Chartreuse de Champmol;
⚭ I 20. Juni 1413 Beaumont-en-Artois Philipp von Burgund, 1404 Graf von Nevers und Rethel, X 25. Oktober 1415 in der Schlacht von Azincourt;
⚭ II 30. November 1424 in Moulins-Engilbert Philipp III. der Gute, 1419 Herzog von Burgund, † 15. Juni 1467 in Brügge, bestattet in Dijon (beide Ehemänner Haus Burgund)
            4. Katharina (Catherine), * wohl 1397, † 1418/22;
Jean I. de Bourbon, Seigneur de Carency, † wohl 1457

          5. Karl (Charles), * wohl 1359, † 15. April 1368, bestattet in der Abtei von Eu
          6. Isabeau, * 1361, † 26. Juni 1379

        4. Johanna (Jeanne), * wohl 1323, † klein
        5. Jakob (Jacques), * wohl 1325, † klein
        6. Robert, * wohl 1326, † nach 1. Mai 1347
        7. Karl (Charles), * wohl 1328, † wohl 1385, Graf von Longueville und Pézenas;
⚭ Mai 1360 Jeanne de Bauçay, † März 1402, Tochter von Hugues de Bauçay, Witwe von Geoffroy de Beaumont, Seigneur du Lude
          1. Ludwig (Louis), * wohl 1362, † klein, bestattet in der Barfüßerkirche in Loudun

      3. Isabelle, * wohl 1288, † 12. Dezember 1344, geistlich in Poissy
      4. Johanna (Jeanne), * wohl 1289, † nach 1. Januar 1348, 1315/1324 Gräfin von Foix;
⚭ Senlis Oktober 1301, wohl nach dem 15., Gaston I. Graf von Foix, Bigorre, souveräner Graf von Béarn, X 13. Dezember 1315 in Flandern, bestattet im Jakobinerkloster Paris (Haus Comminges)
      5. Marie, * wohl 1291, † 22. Januar 1365 in Wijnendale, 1342/53 zu Merode;
⚭ 6. Mai 1309 Johann I. von Dampierre, 1297 Markgraf von Namur, 1302/03 Regent von Flandern, † 1. Februar 1331 (Haus Dampierre)

    3. Robert, * wohl 1271, † klein